# Безазиев, Лентун Романович
Ленту́н Рома́нович Безази́ев (крымскотат. Lentun Roman oğlu Bezaziyev, род. 18 марта 1942, Фоти-Сала, Крымская АССР) — крымскотатарский российский и украинский политик.
Депутат Государственного совета Республики Крым с 14 сентября 2014 по 8 сентября 2019. Депутат Верховного Совета Автономной Республики Крым (1998—2002, 2002—2006, 2010—2014). Заместитель председателя Совета министров Автономной Республики Крым (1990—1993, 1998—2002). Председатель Совета представителей крымскотатарского народа при президенте Украины (2013—2014).

## Биография
Родился 18 марта 1942 года в с. Фоти-Сала Куйбышевского района Крымской АССР. Крымский татарин.

### В Узбекской ССР
C 1958 года работал столяром в Самарканде Узбекской ССР.
В 1964—1965 годах служил в Вооружённых силах СССР в Ашхабаде.
В 1965—1977 годах работал мастером, прорабом, главным инженером, начальником управления, управляющим строительными трестами в Самарканде. В 1977—1987 годах — главный инженер объединения «Узтрансспецстрой» в Ташкенте, руководитель строительных объединений Ташкента. В 1987—1990 годах — заместитель председателя Ташкентского областного агропромышленного комитета.

### Политик Крыма
В 1990—1993 годах — председатель Комитета по делам депортированных народов, заместитель председателя Совета министров Автономной Республики Крым.
В 1993—1998 годах — глава компании «Крым — Рос».
В 1998—2002 годах — заместитель председателя Совета министров Автономной Республики Крым в правительстве Сергея Куницына.
Депутат Верховной рады Автономной Республики Крым (1998—2002, 2002—2006), Верховного Совета Автономной Республики Крым (2010—2014).
Был членом крымского республиканского комитета Коммунистической партии Украины, позднее перешёл в Блок Юлии Тимошенко (БЮТ), избран депутатом Ялтинского горсовета от БЮТ.
В 2007 году перешёл на сторону Партии регионов, выступил с критикой президента Украины Виктора Ющенко и его окружения, обвинив их в том, что им «выгодно держать в напряжении обстановку в Крыму, тем самым разжигая рознь между крымскими татарами и славянами». Также подверг критике деятельность Меджлиса крымскотатарского народа, от которого Мустафа Джемилев и Рефат Чубаров выдвинули свои кандидатуры в Верховную раду Украины по списку блока «Наша Украина — Народная самооборона» (НУ-НС), высказался в поддержку партнёрства с Россией и против НАТО. Безазиев и другой бывший зампредседателя Совета министров АРК Эдип Гафаров (ранее возглавлявший альтернативный Меджлису «Крымскотатарский блок») призвали поддержать Партию регионов на парламентских выборах.

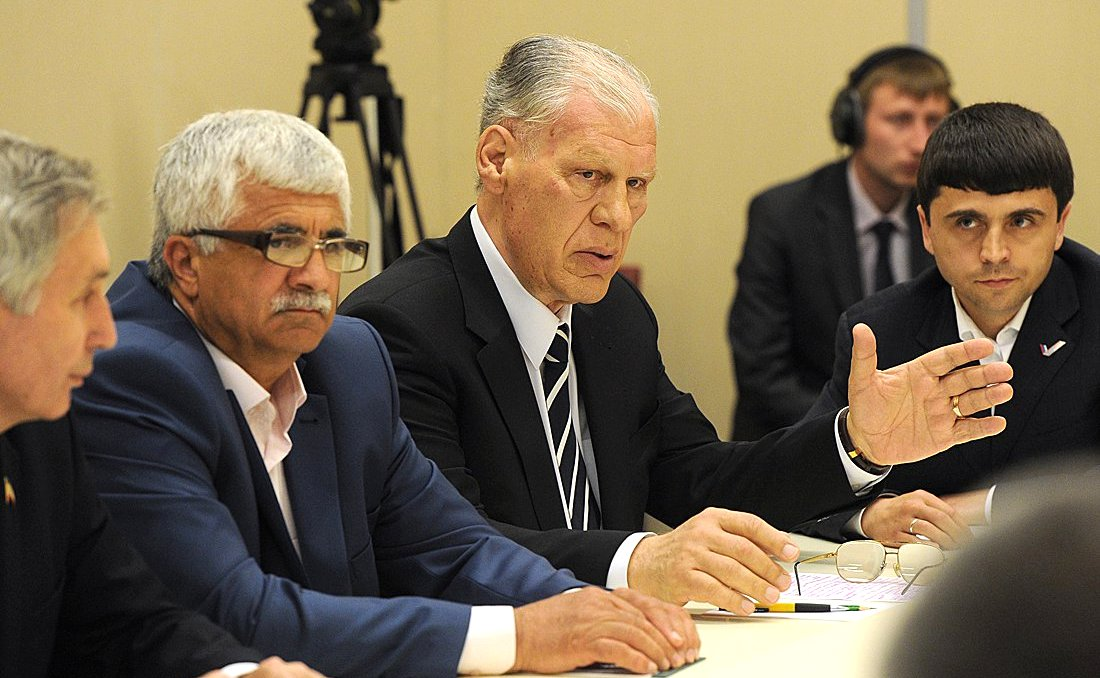
Эдип Гафаров, Искандер Билялов, Лентун Безазиев, Руслан Бальбек

В 2013—2014 годах — председатель Совета представителей крымскотатарского народа при президенте Украины. После введения в состав Совета оппозиционных Меджлису Безазиева и Васви Абдураимова представители Меджлиса прекратили своё участие в этом органе. Совет представителей крымскотатарского народа в качестве консультативного органа был создан в 1990-х годах при Леониде Кучме для частичной легитимации Меджлиса, его членами были представители Меджлиса. Пришедший к власти в 2010 году Виктор Янукович старался разбавить состав Совета оппозиционными Меджлису крымскотатарскими деятелями, добившись того, что представители Меджлиса остались в нём в меньшинстве.

### Депутат Госсовета
С 17 по 18 марта 2014 года — депутат Государственного совета Республики Крым как самопровозглашённого независимого государства, с 18 марта 2014 года — депутат Госсовета Республики Крым в составе России, с 14 сентября 2014 года — депутат Госсовета Республики Крым первого созыва (выбранного по законам России) от партии «Единая Россия».
Безазиев вёл первое заседание Госсовета в сентябре 2014 года — как самый старший по возрасту депутат.
Украинской прокуратурой АРК подозревается в государственной измене, в связи с чем объявлен в розыск.

## Награды и звания
- Заслуженный строитель Украины (23 октября 1999) — за весомые достижения в труде, личный вклад в реконструкцию вокзала и станции «Симферополь»[10].
- Орден «За заслуги» 3-й степени (Украина, 15 января 2001) — за весомые достижения в профессиональной деятельности, личный вклад в строительство первой очереди окрасочного комплекса автомобильного завода[11].
- Заслуженный работник местного самоуправления в Автономной Республике Крым (12 марта 2002) — за значительный личный вклад в социально-экономическое развитие Автономной Республики Крым, высокий профессионализм, многолетний добросовестный труд и в связи с 60-летием со дня рождения[12].
- Медаль ордена «За заслуги перед Отечеством» II степени (2014)[13]
- Благодарность Председателя Совета министров Автономной Республики Крым (12 июня 2002) — за весомый вклад в социально-экономическое развитие Автономной Республики Крым, в дело укрепления авторитета исполнительной власти, добросовестный труд, профессионализм[14].
- Почётный знак Автономной Республики Крым «За верность долгу» (15 марта 2012) — за значительный личный вклад в социально-экономическое развитие Автономной Республики Крым, многолетний добросовестный труд, высокий профессионализм, плодотворную общественно-политическую деятельность и в связи с 70-летием со дня рождения[15].
- Орден «За верность долгу» (Республика Крым, 13 марта 2015) — за особые заслуги при выполнении служебного и гражданского долга, безупречное исполнение служебных обязанностей, мужество, самоотверженность и инициативу, проявленные в период организации и проведения общекрымского референдума[16].
- Медаль «За защиту Республики Крым» (11 марта 2022)[17]